# Sixième exposition impressionniste
Pour les articles homonymes, voir Exposition impressionniste.
La sixième exposition des impressionnistes s'est tenue du 2 avril au 1er mai 1881 à Paris. Elle est marquée par l'absence de peintres emblématiques de l'impressionnisme dont Caillebotte, Cézanne, Monet, Renoir et Sisley, contrairement à Camille Pissarro et Berthe Morisot, et ne rassemble les œuvres que de 13 artistes, dont plusieurs viennent plutôt du courant réaliste.

## Histoire
La cinquième exposition impressionniste s'est tenue en 1880 malgré l'absence de quatre peintres impressionnistes clés : Paul Cézanne, Claude Monet, Auguste Renoir et Alfred Sisley ont choisi, cette année là ou l'année précédente, d'exposer plutôt au Salon. Plusieurs participants, invités à l'initiative d'Edgar Degas, évoluent plus dans la mouvance du courant réaliste qu'impressionniste.
En 1881, Gustave Caillebotte, qui est l'un des moteurs des expositions impressionnistes depuis la seconde édition, souhaite recentrer une éventuelle sixième exposition sur l'impressionnisme et réinviter les membres historiques du mouvement, qu'ils aient exposé au Salon ou pas. Il n'obtient pas gain de cause : en particulier, Camille Pissarro, pilier des expositions précédentes, n'est pas d'accord avec lui. Caillebotte renonce à organiser l'exposition.
La sixième exposition est donc principalement organisée par Edgar Degas et Paul Gauguin. Elle est inaugurée le 2 avril 1881, au 35 boulevard des Capucines à Paris, une annexe de l'ancien studio de Nadar, proche du lieu de la première édition. Le bâtiment est en construction et les pièces sont mal éclairées. L'exposition est un échec financier, mais plutôt un succès critique, même si les journaux semblent être conscients de la désunion du mouvement impressionniste. Les contributions de Pissarro, Morisot, Cassatt et Raffaëlli sont appréciées ; La Petite Danseuse de quatorze ans, sculpture de Degas, fait forte impression.

## Artistes
Le catalogue de l'exposition mentionne les artistes suivants, :
- Mary Cassatt
- Edgar Degas
- Jean-Louis Forain
- Paul Gauguin
- Armand Guillaumin
- Berthe Morisot
- Camille Pissarro
- Jean-François Raffaëlli
- Henri Rouart
- Charles Tillot
- Eugène Vincent Vidal
- Victor Vignon
- Federico Zandomeneghi